# Pomacea aurostoma
Pomacea aurostoma е вид коремоного от семейство Ampullariidae.

## Разпространение
Видът е разпространен във Венецуела и Колумбия.